# وزیر جنگ (ایران)
وزیر جنگ یکی از وزرای سابق کابینهٔ ایران بود. «وزارت جنگ» دورهٔ نخست‌وزیری محمد مصدق «وزارت دفاع ملی» نامیده شد؛ ولی با سقوط دولت او، دوباره «وزارت جنگ» نام گرفت.

## پیش از انقلاب مشروطه
- میرزا محمد خان قاجار دولو (سپهسالار) ۱۲۷۵ ه‍.ق–۱۲۸۳ ه‍.ق
- عزیز خان مکری ۱۲۸۳ ه‍.ق–۱۲۸۵ ه‍.ق
- کامران میرزا[پانویس ۱] ۱۲۸۵ ه‍.ق–۱۲۸۸ ه‍.ق
- میرزا حسین خان سپهسالار (مشیرالدوله)[پانویس ۲] ۱۳ رجب ۱۲۸۸–۱۲۹۰ ه‍.ق
- فیروز میرزا نصرت‌الدوله[پانویس ۳] ۱۲۹۰ ه‍.ق–۱۲۹۱ ه‍.ق
- محمدرحیم خان علاءالدوله ۱۲۹۱ ه‍.ق
- میرزا حسین خان سپهسالار (مشیرالدوله) ۱۲۹۱–۱۲۹۷ ه‍.ق
- کامران میرزا ۱۲۹۷–صفر ۱۳۱۴ ه‍.ق
- محمدباقر خان شجاع‌السلطنه[پانویس ۴] (سردار اکرم، سردار کل، امیر نظام) صفر ۱۳۱۴–۱۳۱۴ ه‍.ق
- عبدالحسین میرزا فرمانفرما ۱۹ جمادی‌الثانی ۱۳۱۴–جمادی‌الاول ۱۳۱۵ ه‍.ق
- وجیه‌الله میرزا سپهسالار جمادی‌الاول ۱۳۱۵–۱۲ ذیقعدهٔ ۱۳۲۲ ه‍.ق[پانویس ۵]
- کامران میرزا ذیحجهٔ ۱۳۲۳–؟ ه‍.ق
- حسین پاشا خان امیربهادر جنگ

## پادشاهی مشروطه دورهقاجار
- محمدتقی دبیرالدوله (وزیر لشکر) ۷ جمادی‌الثانی ۱۳۲۴ ه‍.ق– ۲۵ محرم ۱۳۲۵ ه‍.ق ← کابینهٔ نصرالله مشیرالدوله
- کامران میرزا نایب‌السلطنه از پنجشنبه ۲۹ اسفند ۱۲۸۵ ← کابینهٔ سلطانعلی وزیر افخم
- حسن مستوفی‌الممالک از شنبه ۱۳ اردیبهشت ۱۲۸۶ ← کابینهٔ علی‌اصغر اتابک
- حسن مستوفی‌الممالک از ۲۴ شهریور ۱۲۸۶ ← کابینهٔ احمد مشیرالسلطنه
- حسن مستوفی‌الممالک از ۴ آبان ۱۲۸۶ ← کابینهٔ ابوالقاسم ناصرالملک
- عزیزالله میرزا ظفرالسلطنه از ۲۹ آذر ۱۲۸۶ ← کابینهٔ حسینقلی نظام‌السلطنهٔ مافی
- حسن مستوفی‌الممالک از ۹ اسفند ۱۲۸۶ ← کابینهٔ حسینقلی نظام‌السلطنهٔ مافی
- حسن مستوفی‌الممالک از ۱۷ خرداد ۱۲۸۷ ← کابینهٔ احمد مشیرالسلطنه
- حسین پاشا خان امیربهادر جنگ از ۳۱ تیر ۱۲۸۷ ← کابینهٔ احمد مشیرالسلطنه
- حسن مستوفی‌الممالک از ۱۲ اردیبهشت ۱۲۸۸ ← کابینهٔ ابوالقاسم ناصرالملک
- حسن مستوفی‌الممالک از ۱۸ اردیبهشت ۱۲۸۸ ← کابینهٔ جواد سعدالدوله
- محمدولی سپهدار اعظم از ۲۶ تیر ۱۲۸۸ ← کابینهٔ محمدولی سپهدار اعظم
- علیقلی سردار اسعد از ۸ اردیبهشت ۱۲۸۹ ← کابینهٔ محمدولی سپهدار اعظم
- احمد قوام‌السلطنه از ۲ مرداد ۱۲۸۹ ← کابینهٔ حسن مستوفی‌الممالک
- عبدالحسین میرزا فرمانفرما ← کابینهٔ حسن مستوفی‌الممالک
- محمدولی سپهدار اعظم از ۲۰ اسفند ۱۲۸۹ ← کابینهٔ محمدولی سپهدار اعظم
- نجفقلی صمصام‌السلطنه از ۲۷ تیر ۱۲۸۹ ← کابینهٔ محمدولی سپهدار اعظم
- نجفقلی صمصام‌السلطنه از ۳ مرداد ۱۲۸۹ ← کابینهٔ نجفقلی صمصام‌السلطنه
- غلامحسین خان ایلخانی بختیاری از ۹ مرداد ۱۲۹۰ ← کابینهٔ نجفقلی صمصام‌السلطنه
- غلامحسین خان ایلخانی بختیاری (سردار محتشم) از ۷ آذر ۱۲۹۰ ← کابینهٔ نجفقلی صمصام‌السلطنه
- حسن مستوفی‌الممالک از ۲۸ دی ۱۲۹۱ ← کابینهٔ محمدعلی علاءالسلطنه
- غلامحسین خان صاحب‌اختیار (غفاری) از ۲۶ مرداد ۱۲۹۳ ← کابینهٔ حسن مستوفی‌الممالک
- حسن مشیرالدوله از ۲۳ اسفند ۱۲۹۳ ← کابینهٔ حسن مشیرالدوله
- عبدالمجید میرزا عین‌الدوله از ۱۰ اردیبهشت ۱۲۹۴ ← کابینهٔ عبدالمجید میرزا عین‌الدوله
- محمدولی سپهدار اعظم از ۲۶ مرداد ۱۲۹۴ ← کابینهٔ حسن مستوفی‌الممالک
- محمدولی سپهدار اعظم از ۲ دی ۱۲۹۴ ← کابینهٔ عبدالحسین میرزا فرمانفرما
- جمشید خان سردار کبیر از ۱۴ اسفند ۱۲۹۴ ← کابینهٔ محمدولی سپهسالار اعظم
- ابوالفتح خان والاتبار (حشمت‌الدوله) از ۷ شهریور ۱۲۹۵ ← کابینهٔ حسن وثوق‌الدوله
- حسن مشیرالدوله از ۱۵ خرداد ۱۲۹۶ ← کابینهٔ محمدعلی علاءالسلطنه
- حسن مشیرالدوله از ۳۰ آبان ۱۲۹۶ ← کابینهٔ عبدالمجید میرزا عین‌الدوله
- حسن مشیرالدوله از ۲۶ دی ۱۲۹۶ ← کابینهٔ حسن مستوفی‌الممالک
- لطفعلی خان بختیاری امیر مفخم از ۱۰ اردیبهشت ۱۲۹۷ ← کابینهٔ نجفقلی صمصام‌السلطنه
- غلامحسین خان سردار محتشم از ۲۸ خرداد ۱۲۹۷ ← کابینهٔ نجفقلی صمصام‌السلطنه
- قاسم خان والی (کفیل) از ۱۶ مرداد ۱۲۹۷ ← کابینهٔ حسن وثوق‌الدوله
- فتح‌الله سپهدار اعظم (کفیل) ← کابینهٔ حسن وثوق‌الدوله
- ابوالفتح خان والاتبار (حشمت‌الدوله) (کفیل) ← کابینهٔ حسن وثوق‌الدوله
- مهدی وثوق‌السلطنه (بعدها دادور) از ۱۲ تیر ۱۲۹۹ ← کابینهٔ حسن مشیرالدوله
- عبدالله خان همدانی حاج امیرنظام (بعدها قره‌گوزلو) از ۵ آبان ۱۲۹۹ ← کابینهٔ فتح‌الله سپهدار اعظم
- ماژور مسعود خان (کیهان)[پانویس ۶] از ۵ اسفند ۱۲۹۹ ← کابینهٔ سید ضیاءالدین طباطبایی
- رضا خان سردار سپه از ۷ اردیبهشت ۱۳۰۰ ← کابینهٔ سید ضیاءالدین طباطبایی
- رضا خان سردار سپه از ۱۴ خرداد ۱۳۰۰ ← کابینهٔ احمد قوام‌السلطنه
- رضا خان سردار سپه از ۱ بهمن ۱۳۰۰ ← کابینهٔ حسن مشیرالدوله
- رضا خان سردار سپه از ۳۱ خرداد ۱۳۰۱ ← کابینهٔ احمد قوام‌السلطنه
- رضا خان سردار سپه از ۲۵ بهمن ۱۳۰۱ ← کابینهٔ حسن مستوفی‌الممالک
- رضا خان سردار سپه از ۳ آبان ۱۳۰۲ ← کابینهٔ رضا خان سردار سپه

## دوره پهلوی

### دورهرضا شاه
- امیرلشکر عبدالله امیرطهماسبی از ۲۸ آذر ۱۳۰۴ ← کابینهٔ محمدعلی فروغی
- محمدعلی فروغی از ۱۱ تیر ۱۳۰۵ ← کابینهٔ حسن مستوفی
- امیرلشکر عبدالله امیرطهماسبی ۱۱ خرداد ۱۳۰۶ تا فروردین ۱۳۰۷[پانویس ۷] ← کابینهٔ مهدیقلی هدایت
- جعفرقلی اسعد از ۱۳۰۷ ← کابینهٔ مهدیقلی هدایت
- جعفرقلی اسعد ۲۶ شهریور ۱۳۱۲ تا مهر ۱۳۱۳[پانویس ۸] ← کابینهٔ محمدعلی فروغی
- سرلشکر احمد نخجوان (کفیل) از مهر ۱۳۱۳ ← کابینهٔ محمدعلی فروغی
- سرلشکر احمد نخجوان (کفیل) از ۱۳ آذر ۱۳۱۴ ← کابینهٔ محمود جم
- سرلشکر اسماعیل امیرفضلی (کفیل) از ۲۵ فروردین ۱۳۱۵ ← کابینهٔ محمود جم
- سرلشکر احمد نخجوان (کفیل) ← کابینهٔ احمد متین‌دفتری[پانویس ۹]
- سرلشکر احمد نخجوان (کفیل) از ۹ تیر ۱۳۱۹ ← کابینهٔ علی منصور

### دورهمحمدرضا شاه
- سرلشکر احمد نخجوان (کفیل) از ۶ شهریور ۱۳۲۰ ← کابینهٔ محمدعلی فروغی
- محمدعلی فروغی (کفیل) ← کابینهٔ محمدعلی فروغی
- سرلشکر امان‌الله جهانبانی از ۱۸ اسفند ۱۳۲۰ ← کابینهٔ علی سهیلی
- احمد قوام از ۱۸ مرداد ۱۳۲۱ ← کابینهٔ احمد قوام
- سپهبد احمد امیراحمدی از ۲ دی ۱۳۲۱ ← کابینهٔ احمد قوام
- سپهبد احمد امیراحمدی از ۲۸ بهمن ۱۳۲۱ ← کابینهٔ علی سهیلی
- ابراهیم زند از ۸ فروردین ۱۳۲۳ ← کابینهٔ محمد ساعد
- سرلشکر محمدحسین فیروز ← کابینهٔ محمد ساعد
- سرتیپ عبدالله هدایت (کفیل) از ۲۰ مهر ۱۳۲۳ ← کابینهٔ محمد ساعد
- ابراهیم زند از ۵ آذر ۱۳۲۳ ← کابینهٔ مرتضی‌قلی بیات
- ؟ ← کابینهٔ ابراهیم حکیمی
- ابراهیم زند از ۲۶ تیر ۱۳۲۴ ← کابینهٔ محسن صدر
- سرلشکر علی ریاضی از ۱۳ آبان ۱۳۲۴ ← کابینهٔ ابراهیم حکیمی
- سپهبد احمد امیراحمدی از ۲۸ بهمن ۱۳۲۴ ← کابینهٔ احمد قوام
- ؟ ۱۰ مرداد ۱۳۲۵ ← کابینهٔ احمد قوام[پانویس ۱۰]
- ؟ ← کابینهٔ رضا حکمت
- سپهبد مرتضی یزدان‌پناه از ۶ دی ۱۳۲۶ ← کابینهٔ ابراهیم حکیمی
- سپهبد احمد امیراحمدی از ۱ تیر ۱۳۲۷ ← کابینهٔ عبدالحسین هژیر
- سپهبد احمد امیراحمدی از ۳۰ آبان ۱۳۲۷ ← کابینهٔ محمد ساعد
- سپهبد مرتضی یزدان‌پناه از ۷ اسفند ۱۳۲۸ ← کابینهٔ محمد ساعد
- سپهبد مرتضی یزدان‌پناه از ۲۰ فروردین ۱۳۲۹ ← کابینهٔ علی منصور
- سرلشکر عبدالله هدایت از ۱۱ تیر ۱۳۲۹ ← کابینهٔ سپهبد حاج‌علی رزم‌آرا
- سپهبد علی‌اصغر نقدی از ۱۸ فروردین ۱۳۳۰ ← کابینهٔ حسین علاء
- سپهبد علی‌اصغر نقدی از ۱۲ اردیبهشت ۱۳۳۰ ← کابینهٔ محمد مصدق
- سپهبد مرتضی یزدان‌پناه از ۱۰ آذر ۱۳۳۰ ← کابینهٔ محمد مصدق
- ؟ ← کابینهٔ احمد قوام
- محمد مصدق[پانویس ۱۱] از ۵ مرداد ۱۳۳۱ ← کابینهٔ محمد مصدق
- سرلشکر عبدالله هدایت از ۲۸ مرداد ۱۳۳۲ ← کابینهٔ سرلشکر فضل‌الله زاهدی
- سپهبد عبدالله هدایت از ۲۰ فروردین ۱۳۳۴ ← کابینهٔ حسین علاء
- سرلشکر احمد وثوق ۲۶ شهریور ۱۳۳۴ ← کابینهٔ حسین علاء
- سرلشکر احمد وثوق ۲۰ فروردین ۱۳۳۶ ← کابینهٔ منوچهر اقبال
- سپهبد علی‌اصغر نقدی ← کابینهٔ جعفر شریف‌امامی[پانویس ۱۲]
- سپهبد علی‌اصغر نقدی از ۱۶ اردیبهشت ۱۳۴۰ ← کابینهٔ علی امینی
- سپهبد علی‌اصغر نقدی از ۳۰ تیر ۱۳۴۱ ← کابینهٔ اسدالله علم
- سپهبد اسدالله صنیعی (کفیل) ← کابینهٔ اسدالله علم
- سپهبد اسدالله صنیعی از ۱۹ اسفند ۱۳۴۲ ← کابینهٔ حسنعلی منصور
- سپهبد اسدالله صنیعی از ۱۱ بهمن ۱۳۴۳ ← کابینهٔ امیرعباس هویدا[پانویس ۱۳]
- سپهبد رضا عظیمی ← کابینهٔ امیرعباس هویدا
- ارتشبد رضا عظیمی از ۲۷ مرداد ۱۳۵۶ ← کابینهٔ جمشید آموزگار
- ارتشبد رضا عظیمی از ۵ شهریور ۱۳۵۷ ← کابینهٔ جعفر شریف‌امامی
- ارتشبد غلامرضا ازهاری ۱۵ آبان ۱۳۵۷ ← کابینهٔ ارتشبد غلامرضا ازهاری
- ارتشبد جعفر شفقت ← کابینهٔ شاپور بختیار[پانویس ۱۴]